# Кубок України з гандболу серед чоловіків
Кубок України з гандболу серед чоловіків — другий за значенням гандбольний турнір України серед чоловічих команд Суперліги та Вищої ліги.

## Історія

### 2010/2011
Проведення Кубку України було відновлено у 2010 році Федерацією гандболу України. Кубок було вирішено провести у форматі «фіналу восьми» 16 та 20 березня 2011 року за участю команд: київських «Легіон-XXI» та «Авіатор», донецьких «Шахтар-Академія»  та «Політехнік», «Динамо-Полтава» (Полтава), «Буревісник» (Луганськ) та запорізьких  «ЗТР-ЗДЮШОР» та «ЗНТУ-ЗАБ». Півфінальні та фінальні матчі було проведено м. Запоріжжя, у Палаці спорту «Запоріжалюмінбуд». Жеребкування відбулось 18 січня 2011 року.
|  | Чвертьфінали             | Чвертьфінали            |                          | Півфінали | Півфінали           |                     |  | Фінал | Фінал |
|  |                          |                         |                          |           |                     |                     |  |       |       |
|  |                          |                         |                          |           |                     |                     |  |       |       |
|  |                          |                         |                          |           |                     |                     |  |       |       |
|  | «Буревісник» (Луганськ)  | 26; 24                  |                          |           |                     |                     |  |       |       |
|  | «Буревісник» (Луганськ)  | 26; 24                  |                          |           |                     |                     |  |       |       |
|  | «ЗТР-ЗДЮШОР» (Запоріжжя) | 32; 42                  |                          |           |                     |                     |  |       |       |
|  | «ЗТР-ЗДЮШОР» (Запоріжжя) | 32; 42                  | «Будівельник» (Бровари)  | 22        |                     |                     |  |       |       |
|  |                          |                         | «Будівельник» (Бровари)  | 22        |                     |                     |  |       |       |
|  | «ЗТР-ЗДЮШОР» (Запоріжжя) | 28                      |                          |           |                     |                     |  |       |       |
|  | «ЗТР-ЗДЮШОР» (Запоріжжя) | 28                      | «Динамо-Полтава»         | 39; 21    |                     |                     |  |       |       |
|  |                          |                         | «Динамо-Полтава»         | 39; 21    |                     |                     |  |       |       |
|  | «ЗНТУ-ЗАБ» (Запроріжжя)  | 27; 27                  |                          |           |                     |                     |  |       |       |
|  | «ЗНТУ-ЗАБ» (Запроріжжя)  | 27; 27                  | «ЗТР-ЗДЮШОР» (Запоріжжя) | 20        |                     |                     |  |       |       |
|  |                          |                         | «ЗТР-ЗДЮШОР» (Запоріжжя) | 20        |                     |                     |  |       |       |
|  |                          | «ЗНТУ-ЗАБ» (Запроріжжя) | 18                       |           |                     |                     |  |       |       |
|  | «Авіатор» (Київ)         | «ЗНТУ-ЗАБ» (Запроріжжя) | 18                       | 29; 22    |                     |                     |  |       |       |
|  | «Авіатор» (Київ)         |                         |                          | 29; 22    |                     |                     |  |       |       |
|  | «Будівельник» (Бровари)  | 30; 26                  |                          |           |                     |                     |  |       |       |
|  | «Будівельник» (Бровари)  | 30; 26                  | «Динамо-Полтава»         | 20        | Матч за третє місце | Матч за третє місце |  |       |       |
|  |                          |                         | «Динамо-Полтава»         | 20        | Матч за третє місце | Матч за третє місце |  |       |       |
|  | «ЗНТУ-ЗАБ» (Запроріжжя)  | 21                      |                          |           |                     |                     |  |       |       |
|  | «ЗНТУ-ЗАБ» (Запроріжжя)  | 21                      | «Будівельник» (Бровари)  | 26        |                     |                     |  |       |       |
|  |                          |                         | «Будівельник» (Бровари)  | 26        |                     |                     |  |       |       |
|  | «Динамо-Полтава»         | 38                      |                          |           |                     |                     |  |       |       |
|  | «Динамо-Полтава»         | 38                      |                          |           |                     |                     |  |       |       |
|  |                          |                         |                          |           |                     |                     |  |       |       |
|  |                          |                         |                          |           |                     |                     |  |       |       |

### 2011/2012
Фінал чотирьох Кубку України відбувся в полтавському спорткомплексі «Динамо» 19-20 трпавня 2012 року за участю команд: «Динамо-Полтава» (Полтава), «Портовик» (Южне) та запорізьких «ЗТР» і «Мотор»
|  | Чвертьфінали                         | Чвертьфінали               |                            |                   | Півфінали           | Півфінали           |  |  | Фінал | Фінал |
|  |                                      |                            |                            |                   |                     |                     |  |  |       |       |
|  |                                      |                            |                            |                   |                     |                     |  |  |       |       |
|  |                                      |                            |                            |                   |                     |                     |  |  |       |       |
|  | «ЗТР» (Запоріжжя)                    | 48; 51                     |                            |                   |                     |                     |  |  |       |       |
|  | «ЗТР» (Запоріжжя)                    | 48; 51                     |                            |                   |                     |                     |  |  |       |       |
|  | «ПНПУ імені В.Г.Короленка» (Полтава) | 11; 16                     |                            |                   |                     |                     |  |  |       |       |
|  | «ПНПУ імені В.Г.Короленка» (Полтава) | 11; 16                     | «ЗТР» (Запоріжжя)          | 29                |                     |                     |  |  |       |       |
|  |                                      |                            | «ЗТР» (Запоріжжя)          | 29                |                     |                     |  |  |       |       |
|  |                                      | «Мотор» (Запоріжжя)        | 28                         |                   |                     |                     |  |  |       |       |
|  | «Мотор» (Запоріжжя)                  | «Мотор» (Запоріжжя)        | 28                         | 32; 43            |                     |                     |  |  |       |       |
|  | «Мотор» (Запоріжжя)                  |                            |                            | 32; 43            |                     |                     |  |  |       |       |
|  | «ЗНТУ-ЗАБ» (Запроріжжя)              | 25; 24                     |                            |                   |                     |                     |  |  |       |       |
|  | «ЗНТУ-ЗАБ» (Запроріжжя)              | 25; 24                     | «ЗТР» (Запоріжжя)          | 24                |                     |                     |  |  |       |       |
|  |                                      |                            | «ЗТР» (Запоріжжя)          | 24                |                     |                     |  |  |       |       |
|  |                                      | «Динамо-Полтава» (Полтава) | 32                         |                   |                     |                     |  |  |       |       |
|  | «ЗТР-ЗДЮШОР» (Запоріжжя)             | «Динамо-Полтава» (Полтава) | 32                         | 23; 25            |                     |                     |  |  |       |       |
|  | «ЗТР-ЗДЮШОР» (Запоріжжя)             |                            |                            | 23; 25            |                     |                     |  |  |       |       |
|  | «Динамо-Полтава» (Полтава)           | 38; 41                     |                            |                   |                     |                     |  |  |       |       |
|  | «Динамо-Полтава» (Полтава)           | 38; 41                     | «Динамо-Полтава» (Полтава) | 41                | Матч за третє місце | Матч за третє місце |  |  |       |       |
|  |                                      |                            | «Динамо-Полтава» (Полтава) | 41                | Матч за третє місце | Матч за третє місце |  |  |       |       |
|  |                                      | «Портовик» (Южне)          | 33                         |                   |                     |                     |  |  |       |       |
|  | «Буревісник» (Луганськ)              | «Портовик» (Южне)          | 33                         | 22; 0             | «Мотор» (Запоріжжя) | 32                  |  |  |       |       |
|  | «Буревісник» (Луганськ)              |                            |                            | 22; 0             | «Мотор» (Запоріжжя) | 32                  |  |  |       |       |
|  | «Портовик» (Южне)                    | 35; 10                     |                            | «Портовик» (Южне) | 28                  |                     |  |  |       |       |
|  | «Портовик» (Южне)                    | 35; 10                     |                            |                   | 28                  |                     |  |  |       |       |
|  |                                      |                            |                            |                   |                     |                     |  |  |       |       |
|  |                                      |                            |                            |                   |                     |                     |  |  |       |       |

### 2012/2013
Фінал чотирьох сезону 2012/2013 проходив 19-20 січня 2013 року в м. Запоріжжя в спорткомплексі «Мотор Січ» за участю команд: «Динамо-Полтава» (Полтава), «Портовик» (Южне) та запорізьких «ЗТР» і «Мотор».
|  | Півфінал |                  |          |  |  |                   |                   |                   |
|  |          | «Портовик»       | 29       |  |  |                   |                   |                   |
|  |          | «Динамо-Полтава» | 24       |  |  | Фінал             | Фінал             | Фінал             |
|  |          |                  |          |  |  |                   | «Мотор»           | 27                |
|  | Півфінал | Півфінал         | Півфінал |  |  | «Портовик»        | 25                |                   |
|  |          | «ЗТР»            | 21       |  |  |                   |                   |                   |
|  |          | «Мотор»          | 30       |  |  | Матч за 3-є місце | Матч за 3-є місце | Матч за 3-є місце |
|  |          |                  |          |  |  |                   | «ЗТР»             | 28                |
|  |          |                  |          |  |  |                   | «Динамо-Полтава»  | 23                |

### 2013/2014
Жеребкування учасників Кубку України сезону 2013/2014 відбулось 31 грудня 2013 р. В зв'язку з недостатньою кількістю учасників етап 1/8 фіналу було скасовано, а команди з нижчим рейтингом — запрізька «ДЮСШ №3» та команда дніпропетровського УДХТУ, яка за сумою двох матчів пройшла у чвертьфінал, де зіграла з «Портовик» (Южне) Інші матчі чвертьфіналу відбулись 18 та 22 січня 2014 р. В них зіграли пари: 
- «Мотор» (Запоріжжя) — «ЦСКА» (Київ)34:18, 37:20;
- «ЗТР» (Запоріжжя) — «Енергетик – НАЄК» (Нетішин) 17:8, 23:10;
- «ЗНТУ-ЗАБ» — «ЗТР-ЗДЮШОР» 23:18, 27:24.

Фінал чотирьох сезону 2013/14 проходив 1 лютого 2014 року в м. Запоріжжя в Палаці спорту «Запоріжалюмінбуд» та 17 травня 2014 року в м. Южне.
|  | Півфінал |            |          |  |  |                   |                   |                   |
|  |          | «ЗНТУ-ЗАБ» | 19       |  |  |                   |                   |                   |
|  |          | «ЗТР»      | 38       |  |  | Фінал             | Фінал             | Фінал             |
|  |          |            |          |  |  |                   | «ЗТР»             | 25 (28)           |
|  | Півфінал | Півфінал   | Півфінал |  |  | «Мотор»           | 25 (26)           |                   |
|  |          | «Мотор»    |          |  |  |                   |                   |                   |
|  |          | «Портовик» |          |  |  | Матч за 3-є місце | Матч за 3-є місце | Матч за 3-є місце |
|  |          |            |          |  |  |                   | «ЗНТУ-ЗАБ»        | 27                |
|  |          |            |          |  |  |                   | «Портовик»        | 35                |

### 2014/2015
Кубок України з гандболу сезону 2014/2015 вирішено було провести у форматі фіналу чотирьох. Жеребкування було проведено в Палаці спорту «Запоріжалюмінбуд» 12 травня 2015 року. За результатами жеребкування у півфінальних матчах 13 травня  зустрілись пари «ЗТР» (Запоріжжя) — «ЦСКА» (Київ) і «Мотор» (Запоріжжя) — «ЗНТУ-ЗАБ» (Запоріжжя)
Кращим гравцем фіналу чотирьох було визнано Романа Гончарова з команди «ЗТР», кращим бомбардиром — Сергія Бурку з команди «Мотор», кращим воротарем  — Андрій Джулай з команди «ЗНТУ-ЗАБ»
|  | Півфінал |            |          |  |  |                   |                   |                   |
|  |          | «ЗТР»      | 29       |  |  |                   |                   |                   |
|  |          | «ЦСКА»     | 20       |  |  | Фінал             | Фінал             | Фінал             |
|  |          |            |          |  |  |                   | «ЗТР»             | 21                |
|  | Півфінал | Півфінал   | Півфінал |  |  | «Мотор»           | 35                |                   |
|  |          | «Мотор»    | 40       |  |  |                   |                   |                   |
|  |          | «ЗНТУ-ЗАБ» | 23       |  |  | Матч за 3-є місце | Матч за 3-є місце | Матч за 3-є місце |
|  |          |            |          |  |  |                   | «ЦСКА»            | 27                |
|  |          |            |          |  |  |                   | «ЗНТУ-ЗАБ»        | 28                |

### 2015/2016
«Фінал чотирьох» Кубка України проходив 24 та 25 травня 2016 року в Палаці спорту «Запоріжалюмінбуд». За результатами жеребкування у півфінальних матчах 24 травня  зустрілись пари «ЦСКА» (Київ) — «ЗТР» (Запоріжжя) і «ЗНТУ-ЗАБ» (Запоріжжя) — «Мотор» (Запоріжжя)
|  | Півфінал |            |          |  |  |                   |                   |                   |
|  |          | «ЦСКА»     | 26       |  |  |                   |                   |                   |
|  |          | «ЗТР»      | 28       |  |  | Фінал             | Фінал             | Фінал             |
|  |          |            |          |  |  |                   | «ЗТР»             | 27                |
|  | Півфінал | Півфінал   | Півфінал |  |  | «Мотор»           | 35                |                   |
|  |          | «ЗНТУ-ЗАБ» | 17       |  |  |                   |                   |                   |
|  |          | «Мотор»    | 46       |  |  | Матч за 3-є місце | Матч за 3-є місце | Матч за 3-є місце |
|  |          |            |          |  |  |                   | «ЗНТУ-ЗАБ»        | 13                |
|  |          |            |          |  |  |                   | «ЦСКА»            | 19                |

### 2016/2017
«Фінал чотирьох» Кубка України проходив 27 та 28 травня 2017 року в Палаці спорту «Запоріжалюмінбуд». Пари півфіналістів були визначені 26 травня 2017 року. За результатами жеребкування у півфінальних матчах 27 травня  зустрілись пари «Мотор» (Запоріжжя) — Шахтар-ШВСМ (Маріуполь) і «ЗНТУ-ЗАБ» (Запоріжжя) — «ЗТР» (Запоріжжя)
|  | Півфінал |             |          |  |  |                   |                   |                   |
|  |          | «Мотор»     | 36       |  |  |                   |                   |                   |
|  |          | Шахтар-ШВСМ | 32       |  |  | Фінал             | Фінал             | Фінал             |
|  |          |             |          |  |  |                   | «ЗТР»             | 21                |
|  | Півфінал | Півфінал    | Півфінал |  |  | «Мотор»           | 31                |                   |
|  |          | «ЗНТУ-ЗАБ»  | 36       |  |  |                   |                   |                   |
|  |          | «ЗТР»       | 26       |  |  | Матч за 3-є місце | Матч за 3-є місце | Матч за 3-є місце |
|  |          |             |          |  |  |                   | «ЗНТУ-ЗАБ»        | 30                |
|  |          |             |          |  |  |                   | Шахтар-ШВСМ       | 32                |

### 2017/2018
В  1/8 фіналу Кубку України взяло участь 9 команд Суперліги: «Донбас» (Маріуполь), «Енергетик – НАЄК» (Нетішин), запорізькі «ЗНТУ-ЗАБ», «ЗТР» та «Мотор», «КДЮСШ-ЛДУФК» (Львів), «Портовик» (Южне) та «ЦСКА-Київ»; 5 команд Вищої ліги: «ДЮСШ-3» (Запоріжжя), 
«СумДУ» (Суми), «Динамо-Полтава», «Одеса», УДХТУ (Дніпро); та дві команди Першої ліги: «Закарпаття» (Ужгород) та «Буковина» (Герца). Пари 1/8, 1/4 та «фіналу чотирьох» визначаються шляхом жеребкування. У 1/8 пари між собою зіграли по одному матчу. Переможці 1/4 визначались за сумою очок двох матчів.

#### 1/8 фіналу
- «Закарпаття» — «КДЮСШ-ЛДУФК» 28:22;
- «ДЮСШ-3» — «ЗНТУ-ЗАБ» 28:41;
- «СумДУ» — «Донбас» 24:39;
- «Динамо-Полтава» — «ЗТР-Буревісник» 16:38;
- «Енергетик–НАЕК» — «Мотор» 14:35;
- «Буковина» — «ЦСКА-Київ» 10:0;
- «Одеса» — «Портовик» 10:0;
- «УДХТУ» — «ЗТР» 16:30.

#### 1/4 фіналу
- «Закарпаття» — «Мотор» 24:46; 22:44;
- «Буковина» — «Донбас» 0:10; 24:42;
- «ЗНТУ-ЗАБ» — «Одеса» 30:24; 32:22;
- «ЗТР» — «ЗТР-Буревісник» 34:22; 33:24.

#### Фінал читирьох
23-24 травня 2018 року
|  | Півфінал |            |          |  |  |                   |                   |                   |
|  |          | «ЗТР»      | 28       |  |  |                   |                   |                   |
|  |          | «Донбас»   | 16       |  |  | Фінал             | Фінал             | Фінал             |
|  |          |            |          |  |  |                   | «Мотор»           | 31                |
|  | Півфінал | Півфінал   | Півфінал |  |  | «ЗТР»             | 26                |                   |
|  |          | «Мотор»    | 45       |  |  |                   |                   |                   |
|  |          | «ЗНТУ-ЗАБ» | 26       |  |  | Матч за 3-є місце | Матч за 3-є місце | Матч за 3-є місце |
|  |          |            |          |  |  |                   | «Донбас»          | 33                |
|  |          |            |          |  |  |                   | «ЗНТУ-ЗАБ»        | 31                |

### 2018/2019
У цьому сезоні розіграш Кубку України складатиметься з чотирьох етапів: двох матчів 1/16 фіналу, одного матчу 1/8 фіналу на майданчику команди, що стоїть нижче за рейтингом, двох матчів 1/4 фіналу та «фіналу чотирьох». У першому етапі беруть участь лише команди Першої та Вищої ліги, команди Суперліги доєднаються до турніру на етапі 1/8 фіналу, а минулорічні фіналісти «ЗТР» та «Мотор» у чвертьфіналі. Перед кожним з етапів проводиться жеребкування.

#### 1/8 фіналу
9, 10 березня 2019 р.
- УДХТУ (Дніпро) — «Одеса» 30:35
- «ЦСКА-Київ» (Київ) — «ЗНТУ-ЗАБ» (Запоріжжя) 15:33
- «Динамо-Полтава» (Полтава) — «Портовик» (Южне) 34:40
- «СКА-Львів» (Львів) - «Донбас» (Маріуполь) 14:52
- «Карпати» (Ужгород) — «ЗТР-Буревісник» (Запоріжжя) (неявка «ЗТР-Буревісник»)

#### 1/4 фіналу
- «Одеса» — «ЗНТУ-ЗАБ» (Запоріжжя) 29:29, 25:33
- ZTR (Запоріжжя) — «Карпати» (Ужгород) 35:18, 41:18

#### Фінал чотирьох
25, 26 травня 2019 р.
|  | Півфінал |            |          |  |  |                   |                   |                   |
|  |          | «Донбас»   | 20       |  |  |                   |                   |                   |
|  |          | ZTR        | 29       |  |  | Фінал             | Фінал             | Фінал             |
|  |          |            |          |  |  |                   | ZTR               | 21                |
|  | Півфінал | Півфінал   | Півфінал |  |  | «Мотор»           | 30                |                   |
|  |          | «ЗНТУ-ЗАБ» | 22       |  |  |                   |                   |                   |
|  |          | «Мотор»    | 38       |  |  | Матч за 3-є місце | Матч за 3-є місце | Матч за 3-є місце |
|  |          |            |          |  |  |                   | «Донбас»          | 24                |
|  |          |            |          |  |  |                   | «ЗНТУ-ЗАБ»        | 29                |

### 2019/2020
У розіграші Кубку України 2019/2020 взяло участь 18 команд: по шість з Суперліги, Вищої та Першої ліг. Складався турнір з чотирьох етапів. У 1/16 фіналу та 1/8 фіналу брали участь команди Першої та Вищої ліг, команди Суперліги долучились до розіграшу на етапі 1/4 фіналу. Фінальні матчі відбудуться 5-6 вересня у новоспорудженому спорткомплексі селища Маяки Біляївського району Одеської області.
19 серпня 2020 р. в офісі ФГУ відбулось жеребкування, де визначились пари суперників півфінальних матчів. У першому півфінальному матчі «Донбас» гратиме проти «Одеси», у другому — «Мотор» проти «Карпат».
Команда «Донбас» не змогла прибути на матчі «фіналу чотирьох» через захворювання гравців на коронавірус. Команда «Одеса», якій зараховано технічну перемогу пройшла до фіналу, а «Карпати», які зазнали поразки у півфінальному матчі автоматично отримали «бронзу» Кубка України.

#### Турнірна таблиця фіналу чотирьох
|  | Півфінал |                      |          |  |  |                   |                     |                   |
|  |          | «Донбас» (Донеччина) | -        |  |  |                   |                     |                   |
|  |          | «Одеса» (Одеса)      | +        |  |  | Фінал             | Фінал               | Фінал             |
|  |          |                      |          |  |  |                   | «Мотор» (Запоріжжя) | 38                |
|  | Півфінал | Півфінал             | Півфінал |  |  | «Одеса» (Одеса)   | 19                  |                   |
|  |          | «Мотор» (Запоріжжя)  | 46       |  |  |                   |                     |                   |
|  |          | «Карпати» (Ужгород)  | 17       |  |  | Матч за 3-є місце | Матч за 3-є місце   | Матч за 3-є місце |
|  |          |                      |          |  |  |                   | «Карпати» (Ужгород) |                   |
|  |          |                      |          |  |  |                   |                     |                   |

### 2020/2021
Фінал чотирьох. Матчі півфіналу та фіналу розіграшу Кубка України проходили 17 та 18 травня 2021 року в Запоріжжі. Пари півфінальних матчів визначились шляхом жеребкування 16 травня 2021 року.

#### Турнірна таблиця
|  | Півфінал |                     |          |  |  |                   |                     |                   |
|  |          | «ЦСКА-ШВСМ»         | 22       |  |  |                   |                     |                   |
|  |          | «Донбас»            | 33       |  |  | Фінал             | Фінал               | Фінал             |
|  |          |                     |          |  |  |                   | «Донбас»            | 24                |
|  | Півфінал | Півфінал            | Півфінал |  |  | «Мотор»           | 27                  |                   |
|  |          | «Мотор»             | 34       |  |  |                   |                     |                   |
|  |          | «Мотор-Політехніка» | 17       |  |  | Матч за 3-є місце | Матч за 3-є місце   | Матч за 3-є місце |
|  |          |                     |          |  |  |                   | «ЦСКА-ШВСМ»         | 26                |
|  |          |                     |          |  |  |                   | «Мотор-Політехніка» | 28                |

### 2021/2022
У сезоні 2021/2022 було зареєстровано 15 команд-учасниць. До початку повномасштабної російсько-української війни та введення на всій території Україні воєнного стану було зіграно лише 2 матчі. Подальше проведення розіграшу було зупинено, а володаря Кубка України у цьому сезоні визначено не було.

### 2022/2023
У сезоні 2022/2023 турнір складався з двох раундів та фіналу чотирьох. У ньому взяло участь 13 команд. За результатами попередніх етапів до «фінал чотирьох» потрапили «Ізмаїл» (м. Ізмаїл), «Донбас» (Донеччина) та чинний володар Кубка України — запорізький «Мотор».
 14, 15 травня 2023 р., м. Ужгород  
|  | Півфінал |          |          |  |  |                   |                   |                   |
|  |          | «Ізмаїл» | 19       |  |  |                   |                   |                   |
|  |          | «Мотор»  | 44       |  |  | Фінал             | Фінал             | Фінал             |
|  |          |          |          |  |  |                   | «Мотор»           | 40                |
|  | Півфінал | Півфінал | Півфінал |  |  | «Одеса»           | 27                |                   |
|  |          | «Донбас» | 22       |  |  |                   |                   |                   |
|  |          | «Одеса»  | 27       |  |  | Матч за 3-є місце | Матч за 3-є місце | Матч за 3-є місце |
|  |          |          |          |  |  |                   | «Ізмаїл»          | 23                |
|  |          |          |          |  |  |                   | «Донбас»          | 28                |

### 2023/2024
У сезоні 2023/2024 турнір складався з двох раундів та фіналу чотирьох. За результатами попередніх етапів до «фінал чотирьох» потрапили ГК «Одеса», «Донбас» (Донеччина), київський «СКА-ШВСМ» та чинний володар Кубка України — запорізький «Мотор».
 30, 31 травня 2024 р., м. Буча  
|  | Півфінал |            |          |  |  |                   |                   |                   |
|  |          | «Мотор»    | 40       |  |  |                   |                   |                   |
|  |          | ГК «Одеса» | 32       |  |  | Фінал             | Фінал             | Фінал             |
|  |          |            |          |  |  |                   | «Мотор»           | 47                |
|  | Півфінал | Півфінал   | Півфінал |  |  | «Донбас»          | 25                |                   |
|  |          | «СКА-ШВСМ» | 27       |  |  |                   |                   |                   |
|  |          | «Донбас»   | 40       |  |  | Матч за 3-є місце | Матч за 3-є місце | Матч за 3-є місце |
|  |          |            |          |  |  |                   | ГК «Одеса»        | 38                |
|  |          |            |          |  |  |                   | «СКА-ШВСМ»        | 27                |

## Усі фінали кубка
| Роки розіграшу | Дата, місце проведення, кількість глядачів                                              | Переможець                 | Рахунок       | Фіналіст               |
| -------------- | --------------------------------------------------------------------------------------- | -------------------------- | ------------- | ---------------------- |
| 2010-11        | 17 травня 2011 Запоріжжя — Палац Спорту ЗАБ Глядачів: 1000                              | «ЗТР-ЗДЮШОР» (Запоріжжя)   | 20:18 (7:9)   | «ЗНТУ-ЗАБ» (Запоріжжя) |
| 2011-12        | 20 травня 2012 Полтава — Спорткомплекс «Динамо» Глядачів: ?                             | «Динамо-Полтава» (Полтава) | 32:24 (15:13) | «ЗТР» (Запоріжжя)      |
| 2012-13        | 20 січня 2013 Запоріжжя — Спорткомплекс «Мотор Січ» Глядачів: ?                         | «Мотор» (Запоріжжя)        | 27:25 (14:11) | «Портовик» (Южне)      |
| 2013-14        | 17 травня 2014 Южне — ПС «Портовик» Глядачів: ?                                         | «Мотор» (Запоріжжя)        | 26:28 (12:13) | «ЗТР» (Запоріжжя)      |
| 2014-15        | 14 травня 2015 Запоріжжя — ПС «Запоріжалюмінбуд» Глядачів: 500                          | «ЗТР» (Запоріжжя)          | 21:35 (10:19) | «Мотор» (Запоріжжя)    |
| 2015-16        | 25 травня 2016 Запоріжжя — ПС «Запоріжалюмінбуд» Глядачів: ?                            | «ЗТР» (Запоріжжя)          | 27:35 (13:19) | «Мотор» (Запоріжжя)    |
| 2016-17        | 28 травня 2017 Запоріжжя — ПС «Запоріжалюмінбуд» Глядачів: ?                            | «ЗТР» (Запоріжжя)          | 21:31 (12:13) | «Мотор» (Запоріжжя)    |
| 2017-18        | 24 травня 2018 Запоріжжя — ПС «Запоріжалюмінбуд» Глядачів: ?                            | «ЗТР» (Запоріжжя)          | 26:31 (10:15) | «Мотор» (Запоріжжя)    |
| 2018-19        | 26 травня 2019 Запоріжжя — ПС «Юність» Глядачів: ?                                      | «ZTR» (Запоріжжя)          | 21:30 (10:17) | «Мотор» (Запоріжжя)    |
| 2019-20        | 6 вересня 2020 Палац спорту селища Маяки Біляївського району Одеської області           | «Мотор» (Запоріжжя)        | 38:19 (19:10) | ГК«Одеса» (Одеса)      |
| 2022-23        | 14 травня 2023 Палац спорту «Золота гора» Ужгород                                       | «Мотор» (Запоріжжя)        | 40:27         | ГК«Одеса» (Одеса)      |
| 2023-24        | 31 травня 2024 Спортивний комплекс «Академія спорту» Буча, Київська область Глядачів: ? | «Мотор» (Запоріжжя)        | 47:25         | «Донбас» (Донеччина)   |

## Статистика фіналів за клубами
| М   | Клуб                       | Перемоги | Фінали | Сезони перемог                                                                           | Сезони фіналів                                      |
| --- | -------------------------- | -------- | ------ | ---------------------------------------------------------------------------------------- | --------------------------------------------------- |
| 1   | «Мотор» (Запоріжжя)        | 10       | 1      | 2012-13, 2014-15, 2015-16, 2016-17, 2017-18, 2018-19, 2019-20, 2020-21, 2022-23, 2023-24 | 2013-14                                             |
| 2   | «ЗТР» (Запоріжжя)          | 1        | 6      | 2013-14                                                                                  | 2011-12 2014-15, 2015-16, 2016-17, 2017-18, 2018-19 |
| 3-4 | «ЗТР-ЗДЮШОР» (Запоріжжя)   | 1        | 0      | 2010-11                                                                                  |                                                     |
| 3-4 | «Динамо-Полтава» (Полтава) | 1        | 0      | 2011-12                                                                                  |                                                     |
| 5-6 | «Одеса» (Одеса)            | 0        | 2      |                                                                                          | 2019-20, 2022-23                                    |
| 5-6 | «Донбас» (Донеччина)       | 0        | 2      |                                                                                          | 2020-21, 2023-24                                    |
| 7-8 | «ЗНТУ-ЗАБ» (Запоріжжя)     | 0        | 1      |                                                                                          | 2010-11                                             |
| 7-8 | «Портовик» (Южне)          | 0        | 1      |                                                                                          | 2012-13                                             |